# Brithura argyrospila
Brithura argyrospila är en tvåvingeart som först beskrevs av Alexander 1935.  Brithura argyrospila ingår i släktet Brithura och familjen storharkrankar. Inga underarter finns listade i Catalogue of Life.